# 化身
化身（けしん）
1. 仏教用語。サンスクリット語nirmāṇakāyaの訳語。大乗仏教における仏の三身の一つ。仏が衆生を済度するために様々な形態で出現する際の姿。応身という訳語も同義。
2. 1から派生して、日本では、本来の意味に加えて神や精霊、人以外の空想上または神格化された生物が人の形を取ったときに使われている。また神や精霊、悪魔が動植物の形で人前に現れる時にも使われる。化身の元の姿を正体という。

## 宗教における化身

### 仏教
- 元来は応身も同義。釈迦を含む過去七仏は主な仏の化身の例。
- チベット仏教では、すぐれた宗教者を化身と考え、その宗教者の没後に「生まれ変わり」を探し、同一人格の持ち主として扱い、その宗教者の地位を敬称させる化身ラマ（いわゆる転生活仏）制度が14世紀から16世紀にかけて広く普及、定着した。

### キリスト教
- ニケア信条によってイエスは主または「神よりの神」の化身と定義されている（受肉）。また聖書の中で聖霊は鳩、サタンは蛇として登場している。

### ヒンドゥー教
- ヒンドゥー教の三大神の中のヴィシュヌ神は、釈迦をはじめ少年僧、獅子人、魚、亀、野猪に化身した。アヴァターラを参照。

## 伝説・伝承
- 葛の葉
- 上杉謙信　毘沙門天の化身であったといわれている。

## 文学・童話・コミックアニメ作品
- 『ブッダ (漫画)』 原作手塚治虫
- 『鶴の恩返し』
- 『狼と香辛料』